# Simon Walter
Simon Walter (Zürich, 13 maart 1985) is een Zwitserse atleet, die zich heeft gespecialiseerd in de meerkamp, voornamelijk de tienkamp. Hij heeft deelgenomen aan de wereldkampioenschappen in 2009 en de Europese kampioenschappen in 2010. Bij beide wedstrijden viel hij niet in de prijzen. 

## Biografie
Walters internationale debuut was in 2004, toen hij meedeed met de wereldkampioenschappen voor junioren. Hij presteerde bij deze wedstrijd iets onder zijn toenmalig persoonlijk record van 7101, en werd veertiende met 6822 punten.
In de drie jaren daarna was Walter vooral actief in de nationale atletiek. Hij behaalde in die jaren op verschillende onderdelen podiumklasseringen bij de neo-senioren, waaronder de meerkamp, het polsstokhoogspringen en het hink-stap-springen. In 2007 behaalde hij ook op het seniorenkampioenschap een podiumplaats. Hij werd tweede bij zowel de zevenkamp (indoor) en de tienkamp (outdoor). Ook deed hij dat jaar weer mee op het internationale terrein, bij een interland tussen de neo-seniorenteams van Frankrijk en Zwitserland werd hij eerste.
In 2009 had Walter bij het wereldkampioenschap een solide wedstrijd en werd 30ste met een score van 7649 punten. Iets meer dan 100 punten achter het resultaat wat hij behaalde bij de internationale Hypo-Meeting in Götzis. Het daaropvolgende jaar deed Walter mee aan de EK. Bij deze wedstrijd stopte hij na het discuswerpen, door een blessure. 
Walter is ook meerdere keren uitgekomen voor Zwitserland in de Europa Cup in de eerste divisie. Hij behaalde daar twee keer individuele successen, in 2010 en 2011, waar hij eerste werd. Zwitserland behaalde in 2009 een vijfde plek, en een vierde plek in 2010 en 2011. Op de universiade in 2011 in Shenzhen kwam Walter niet verder dan een achtste plek, met ruim 500 punten onder zijn PR, door problemen aan zijn lies.
In de jaren 2012 en 2013 kon Walter geen indrukwekkende prestaties meer leveren op de meerkamp. Hij verbeterde geen van zijn persoonlijke records en wist geen meerkamp tot het einde te volbrengen. Hij nam deel aan de Hypo-Meetings van 2012 en 2013, maar moest bij beide gelegenheden voortijdig afhaken.
Walter heeft een master in bewegingswetenschappen en sport. Hij is aangesloten bij de atletiekvereniging LC Turicum.

## Titel
- Zwitsers kampioen tienkamp - 2008

## Statistieken

### Persoonlijke records
Outdoor
| Onderdeel            | Prestatie | Datum            | Plaats     |
| -------------------- | --------- | ---------------- | ---------- |
| 100 m                | 10,94 s   | 23 mei 2009      | Landquart  |
| 400 m                | 47,98 s   | 30 mei 2009      | Götzis     |
| 1500 m               | 4.37,22   | 27 juni 2010     | Hengelo    |
| 110 m horden         | 14,70 s   | 24 mei 2009      | Landquart  |
| verspringen          | 7,25 m    | 2 juli 2011      | Bressanone |
| hink-stap-springen   | 14,05 m   | 2 september 2007 | Bazel      |
| hoogspringen         | 2,04 m    | 2 juli 2011      | Bressanone |
| polsstokhoogspringen | 5,00 m    | 20 augustus 2008 | Berlijn    |
| kogelstoten          | 13,80 m   | 2 juli 2011      | Bressanone |
| discuswerpen         | 45,22 m   | 23 mei 2010      | Landquart  |
| speerwerpen          | 58,72 m   | 27 juni 2010     | Hengelo    |
| tienkamp             | 7973 pt   | 3 juli 2011      | Bressanone |

Indoor
| Onderdeel | Prestatie | Datum            | Plaats     |
| --------- | --------- | ---------------- | ---------- |
| zevenkamp | 5224 pt   | 25 februari 2007 | Magglingen |

### Opbouw PR meerkamp en potentie op basis van PR's
In de tabel staat de uitsplitsing van het persoonlijk record op de tienkamp. In de kolommen ernaast staat ook het potentieel record, met alle persoonlijke records op de losse onderdelen en de bijbehorende punten.
|              | Uitsplitsing PR | Uitsplitsing PR |              | Potentieel record | Potentieel record |
| Onderdeel    | Prestatie       | Punten          | Pers. record | Punten            |                   |
| ------------ | --------------- | --------------- | ------------ | ----------------- | ----------------- |
| 100 m        | 11,02           | 856             | 10,94        | 874               |                   |
| verspringen  | 7,25            | 874             | 7,25         | 874               |                   |
| kogelstoten  | 13,80           | 716             | 13,80        | 716               |                   |
| hoogspringen | 2,04            | 840             | 2,04         | 840               |                   |
| 400 m        | 48,97           | 863             | 47,98        | 910               |                   |
| 110m horden  | 14,96           | 854             | 14,70        | 886               |                   |
| discuswerpen | 42,94           | 725             | 45,22        | 771               |                   |
| polshoog     | 4,90            | 880             | 5,00         | 910               |                   |
| speerwerpen  | 55,40           | 669             | 58,72        | 719               |                   |
| 1500 m       | 4.37,58         | 696             | 4.37,22      | 698               |                   |
| Puntentotaal |                 | 7973            |              | 8198              |                   |

## Palmares

### polsstokhoogspringen
- 2009:  Zwitserse kamp. - 4,80 m
- 2010:  Zwitserse kamp. - 4,90 m
- 2011:  Zwitserse kamp. - 5,00 m

### zevenkamp
- 2007:  Zwitserse kamp. - 5224 pt
- 2009:  Zwitserse kamp. - 5382 pt
- 2010:  Zwitserse kamp. - 5334 pt

### tienkamp
- 2004: 14e WJK Atletiek - 6822 pt
- 2007:  Zwitserse kamp. - 7368 pt
- 2008:  Zwitserse kamp. - 7479 pt
- 2009: 30e WK - 7649 pt
- 2009: 16e Hypo-Meeting - 7751 pt
- 2009: 5e Europa Cup First League - 7598 pt
- 2010: DNF EK
- 2010:  Europa Cup First League - 7820 pt
- 2010: 17e Hypo-Meeting - 7526 pt
- 2011:  Europa Cup First League - 7973 pt
- 2011: 15e Hypo-Meeting - 7689 pt
- 2011: 8e Universiade - 7451 pt
- 2012: DNF Hypo-Meeting
- 2013: DNF Hypo-Meeting